# La Esperanza, Quintana Roo
La Esperanza är en ort i Mexiko.   Den ligger i kommunen Cozumel och delstaten Quintana Roo, i den östra delen av landet, 1 300 km öster om huvudstaden Mexico City. La Esperanza ligger 6 meter över havet och antalet invånare är 115. Den ligger på ön Isla Cozumel.
Terrängen runt La Esperanza är mycket platt. Runt La Esperanza är det ganska tätbefolkat, med 139 invånare per kvadratkilometer. Närmaste större samhälle är San Miguel de Cozumel, 4,7 km nordväst om La Esperanza. I omgivningarna runt La Esperanza växer i huvudsak städsegrön lövskog.